# كليفورد لاينغ
كليفورد لاينغ (بالإسبانية: Clifford Laing)‏ هو لاعب كرة قدم ومدرب كرة قدم هندوراسي، ولد في 20 سبتمبر 1982 في هندوراس. شارك مع منتخب هندوراس لكرة القدم. أما مع النوادي، فقد لعب مع ريال إسبانيا ونادي بلاتنسي ونادي بيدا ونادي ماراثون.